# Lia Boysen
Lia Marika Boysen (født 6. april 1966) er en svensk skuespillerinde og instruktør. Hun vandt i 2007 en Guldbagge for bedste kvindelige birolle i spillefilmen Sök (2006), der er instrueret af Maria von Heland.
Andre af hendes filmroller inkluderer Et hjørne af paradis (1997), I lossens time (2013) og Sverige er fantastisk (2015).

## Privatliv
Boysen er datter af en dansk far og en svensk mor. Hun har to børn med sin eksmand, skuespilleren Anders Ekborg.

## Udvalgt filmografi
- Storstad (tv-serie, 1990)
- Yrrol (1994)
- Et hjørne af paradis (1997)
- Livvagterne (2001)
- Raid (2003)
- Sök (2006)
- Gud, lugt og hende (2008)
- Livet i Fagervik (tv-serie, 2009)
- Ulykkesfuglen (tv-film, 2010)
- Wallander (tv-serie, 2010)
- Kommissær Speck (2010)
- Terminalen (kortfilm, 2011)
- Dom over død mand (2012)
- Rendezvous i Kiruna (2012)
- Solsidan (tv-serie, 2012)
- I lossens time (2013)
- LasseMajas Detektivbureau: Von Broms hemmelighed (2013)
- Jordskott (tv-serie, 2015)
- Sverige er fantastisk (2015)
- Den sidste konge (2016)
- Fortidens spor (tv-serie, 2017)
- LasseMajas Detektivbureau: Togrøverens hemmelighed (2020)
- De fredløse (2021)
- Dear Molly (2022)
- 100 årstider (2023)
- Bäckström (tv-serie, 2024)